# Clásica San Sebastián 1986
Die Clásica San Sebastián 1986 war die 6. Austragung der Clásica San Sebastián und fand am 13. August 1986 statt. Die Gesamtdistanz des Rennens betrug 244 Kilometer. Es siegte der Spanier Iñaki Gastón vor den beiden Spanier Marino Lejarreta und Juan Fernández Martín.

## Ergebnis
| Rang | Fahrer                 | Team                   | Zeit         |
| ---- | ---------------------- | ---------------------- | ------------ |
| 1    | Iñaki Gastón           | KAS                    | 5h 53′ 43″   |
| 2    | Marino Lejarreta       | Seat-Orbea             | gleiche Zeit |
| 3    | Juan Fernández Martín  | Zor-BH                 | + 43″        |
| 4    | Federico Etxabe        | Teka                   | gleiche Zeit |
| 5    | Vicente Belda          | Kelme                  | + 3′ 59″     |
| 6    | Acácio da Silva        | KAS                    | gleiche Zeit |
| 7    | Ludo Peeters           | Kwantum Hallen-Decosol | gleiche Zeit |
| 8    | Carlos Hernández Bailo | Reynolds               | gleiche Zeit |
| 9    | Jokin Mújika           | Seat-Orbea             | gleiche Zeit |
| 10   | Anselmo Fuerte         | Zor-BH                 | gleiche Zeit |